# Animax (émission de télévision)
 (décembre 2013).
Si vous disposez d'ouvrages ou d'articles de référence ou si vous connaissez des sites web de qualité traitant du thème abordé ici, merci de compléter l'article en donnant les références utiles à sa vérifiabilité et en les liant à la section « Notes et références ».
Animax (アニマックス, Animakkusu) est une émission de télévision française pour la jeunesse diffusée sur France 3 le samedi de 2001 à 2005.

## Séries d'animation
- Godzilla, la série
- Les Nouvelles Aventures de Jackie Chan
- Extrême Ghostbusters
- Jumanji